# Emma Fourreau
Emma Fourreau (ur. 1 października 1999 w Pontault-Combault) – francuska polityczka, posłanka do Parlamentu Europejskiego X kadencji.

## Życiorys
Córka działaczki Szwedzkiej Socjaldemokratycznej Partii Robotniczej. Studiowała w Institut d’études politiques de Rennes (w kampusie w Caen). Współtworzyła stowarzyszenie Sang Océan, propagujące wiedzę dotyczącą ochrony oceanów. Udzielała się w działającej na rzecz praw zwierząt organizacji L214. Dołączyła do Niepokornej Francji, była współpracowniczką posłanki Anne Stambach-Terrenoir. W wyborach w 2024 uzyskała mandat deputowanej do Europarlamentu X kadencji.